# Jules De Swert
Jules De Swert (* 15. August 1843 in Löwen; † 24. Februar 1891 in Ostende) war ein belgischer Cellist, Komponist und Musikpädagoge.

## Leben und Wirkung
De Swert hatte seinen ersten Musikunterricht bei seinem Vater Herman De Swert und seinen Brüdern Isidore und Jean-Baptiste De Swert. Am Königlichen Konservatorium Brüssel studierte er Cello bei Adrien-François Servais und erhielt in dem Fach einen Ersten Preis.
1865 wurde er Konzertmeister in Düsseldorf, 1868 Erster Cellist der Hofkapelle Weimar. 1869 ging er nach Berlin, wo er bis 1873 als Konzertmeister der Hofkapelle und Cellolehrer an der Königlichen Hochschule für Musik wirkte. Danach lebte er in Wiesbaden und wurde dort 1876 Mitglied des Wilhelmj-Quartetts (mit August Wilhelmj, Erste Violine, Emil Mahr, 2. Violine, Louis Lüstner, Bratsche). Im selben Jahr wurde er zum Solocellisten des österreichischen Kaisers ernannt und erhielt eine Professur am Wiener Konservatorium.
Auf seinen Konzerttourneen durch ganz Europa wurde De Swert berühmt als Interpret der Cellokonzerte von Robert Schumann und Bernhard Molique, seiner Bearbeitungen der Violinkonzerte von Ludwig van Beethoven und Felix Mendelssohn Bartholdy sowie seiner eigenen Cellokonzerte. Neben drei Cellokonzerten und anderen Cellowerken komponierte er auch Kammermusik und Lieder sowie drei Opern. Die Albigenser nach einem Libretto von Wilhelm Rullmann wurde 1878 uraufgeführt und in Frankfurt, Hamburg, Straßburg, Antwerpen und Gent gespielt. Die Oper Graf Hammerstein (Libretto von Wilhelm Jacoby) hatte 1884 in Mainz Uraufführung. 1890 wurde in Den Haag seine letzte Oper Piccolino uraufgeführt. Außerdem veröffentlichte De Swert die Lehrwerke The violoncello (1882) und Gradus ad parnassum, ou le mécanisme du violoncelle (1888).
Auf Grund seiner schlechten Gesundheit stellte De Swert 1888 seine Konzerttätigkeit ein und wurde Direktor der Musikschule in Ostende und im Folgejahr zweiter Dirigent des Kursaalorchesters. Außerdem übernahm er Tätigkeiten als Cellolehrer am Städtischen Konservatorium in Brügge und am Königlichen Konservatorium in Gent. Unter anderem waren Hugo Becker und August Dötsch seine Schüler. Bei der Gedenkfeier für den früh verstorbenen Cellisten ließ Léon Rinskopf, sein Nachfolger an der Musikschule Ostende, dessen Pensée élégiaque für vier Celli aufführen, das De Swert 1885 zum Tod von Joseph Servais, dem Sohn seines Lehrers Adrien-François Servais, komponiert hatte. Diese Elegie wird immer noch häufig aufgeführt und wurde 2003 vom Cellokwartet Amsterdam auf der CD Moór and More und 2016  vom Tansman Cello Quartet auf der CD Légende veröffentlicht.